# 재외선거
재외선거(在外選擧, 영어: expatriate voting)는 재외국민을 대상으로 한 선거이다.

## 대한민국
대한민국은 2007년 6월 24
일 대한민국 헌법재판소의 결정(재외국민의 선거권 및 국민투표권 배제 사건)으로 재외국민의 선거권을 제한하는 조항이 헌법불합치 결정을 받아 대한민국 제19대 국회의원 선거부터 재외선거를 실시하고 있다. 대한민국에서는 국외 주민등록자는 대통령과 임기만료에 따른 비례대표국회의원선거에, 국내 거주자로 해외에 체제하는 자는 대통령, 임기만료 선거의 지역구, 비례대표 선거에 참여할 수 있다. 해외에 배를 타고 나가는 사람의 선상투표는 지방선거에도 가능하다. 
대통령의 궐위로 인한 선거 및 재선거는 2018년 1월 1일 이후 실시사유가 확정된 선거부터 재외선거를 실시한다. 고 되어 있었는데 박근혜 대통령 탄핵 인용이 확실시되자 이 부칙을 삭제하여 19대 대선에서도 재외선거를 했다.

## 같이 보기
- 사전 투표
- 부재자 투표
- 재외선거구
- 재외국민